# جاستن هيكي
جاستن هيكي (بالإنجليزية: Justin Hickey)‏ هو شخصية أعمال أسترالي، ولد في 5 أبريل 1920، وتوفي في 21 أغسطس 2005.